# Homo Deus : Une brève histoire de l'avenir
Pour les articles homonymes, voir Une brève histoire.
Homo Deus : Une brève histoire de l'avenir est un livre de Yuval Noah Harari publié pour la première fois en hébreu en 2015. Traduit en plusieurs langues, il est publié en traduction anglaise en 2016 et en traduction française aux éditions Albin Michel en septembre 2017.

## Contenu
Ce livre constitue en quelque sorte un prolongement du précédent essai de Harari, Sapiens : Une brève histoire de l'humanité, même s'il ne reprend pas la construction suggérée à la fin de ce premier essai.
Harari, en examinant les grands mouvements de l'évolution de l'humanité depuis la préhistoire et fort des dernières découvertes de la biologie de la technologie informatique et des sciences sociales, nous interroge sur l'avenir de l'homme. Un troisième livre prolongeant celui-ci : 21 leçons pour le XXIe siècle, s'interroge sur ce dont les êtres humains auraient besoin pour faire face aux évolutions en cours.
Le projet de l'auteur n'est pas de spéculer sur l'avenir mais d'identifier ce que pourraient produire à terme les logiques sociétales à l’œuvre aujourd'hui si des humains ne se mobilisent pas pour les freiner. « Toutes les prédictions qui parsèment ce livre ne sont rien de plus qu'une tentative pour aborder les dilemmes d'aujourd'hui et une invitation à changer le cours de l'avenir » (p. 78).

## Détail des parties
Chapitre 1 : le nouvel ordre du jour humain.
L'auteur se demande quelles vont être les priorités de l'humanité au cours du IIIe millénaire. L'histoire nous apprend le caractère imprévisible à long terme des aspirations humaines. Mais il est probable que les grands projets de l'humanité au XXIe siècle soient d'atteindre l'immortalité, de trouver la clé du bonheur et de hisser ainsi l'homme au rang de dieu. Mettre des mots sur ce possible avenir est indispensable si l'humanité veut influencer un tel scénario.

### Partie 1:Homo sapiensconquiert le monde
- Chapitre 2 : l'Anthropocène. Au cours de l'anthropocène, l'homme, grâce à son intelligence a asservi le monde animal. L'auteur pose la question de savoir si des ordinateurs dépassant les hommes en intelligence et en puissance pourraient traiter les hommes de la même façon que les hommes traitent les animaux.

L'impact de Sapiens sur l'écosystème est comparable aux grands phénomènes naturels, telles la tectonique des plaques ou les éruptions volcaniques. Mais si le déchaînement des forces géologiques ou les ères glaciaires ont provoqué des bouleversements, la planète ne fut jamais touchée dans son ensemble de façon égale (les mouvements de la lithosphère qui se conclurent par la rencontre des plaques nord et sud-américaines entraînèrent la disparition de nombreuses espèces de marsupiaux, sans que cela ait des conséquences sur les autres membres de cette classe de mammifères, présente ailleurs sur la Terre). Sapiens, lui, exerce une action globale.
À partir de la Révolution cognitive, il y a 70 000 ans, il prend le dessus sur les autres espèces et, peu à peu, colonise toute la planète. Chasseur-cueilleur sans égal dans la biosphère, il fait disparaître « 90 % des grands animaux d'Australie, 73 % des grands mammifères d'Afrique et près de 50 % des grands mammifères terrestres de la planète ». Un processus encore à l'œuvre, puisque, depuis 1970, la faune sauvage a diminué de moitié.

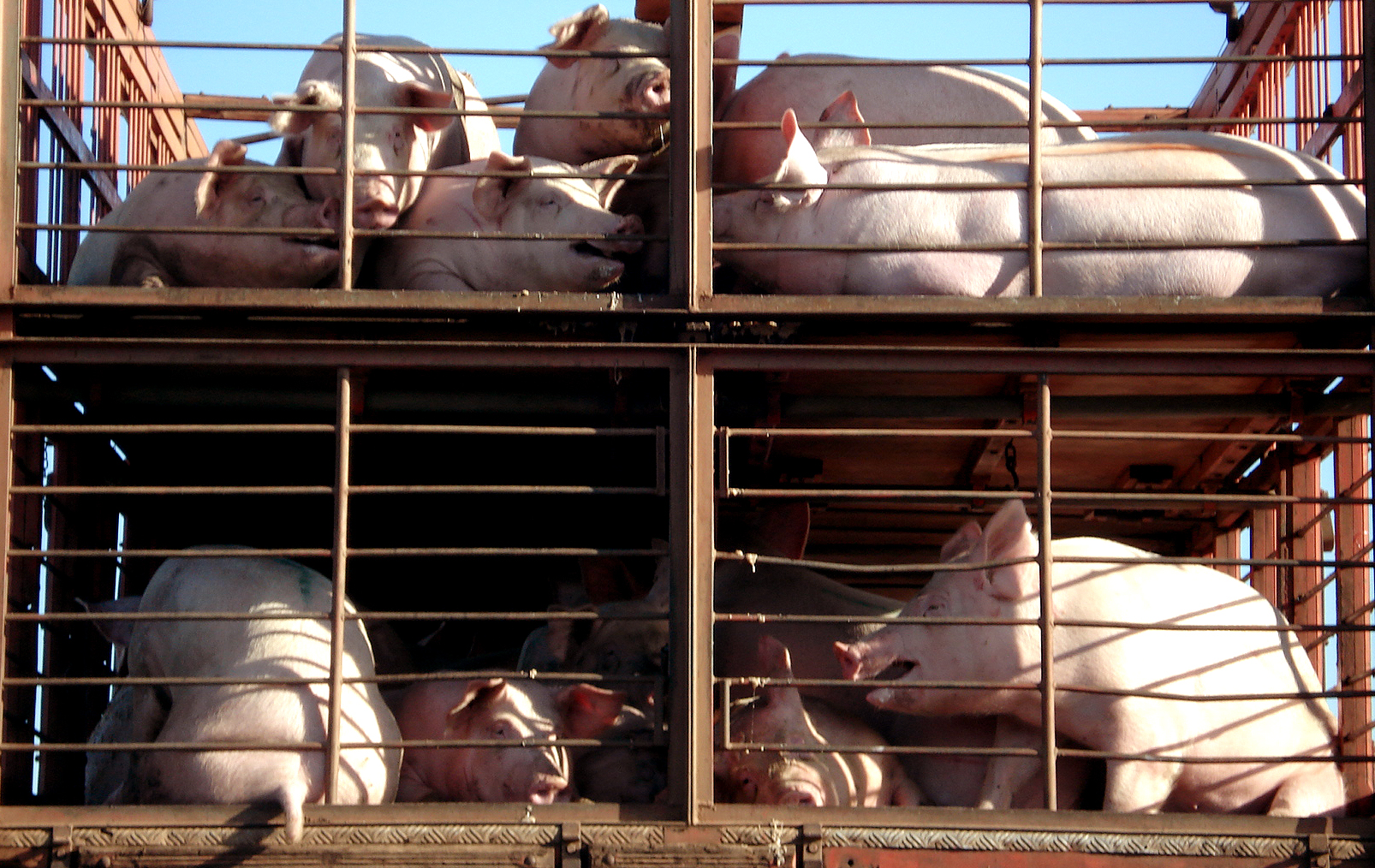
Des porcs d'élevage.

Avec la Révolution agricole, vers 10 000 ans avant notre ère, la relation entre l'homme et le monde animal prend un nouveau tour. 
Le fourrageur tuait sans hésitation pour se nourrir, mais il était animiste et considérait que chaque animal, chaque plante, le vent, les pierres ou les rivières étaient, comme lui, doués d'une âme, et tous ces éléments, dans son esprit, étaient ses égaux, dans une sorte de démocratie universelle du vivant. 
Quand Sapiens se sédentarise, il développe avec quelques espèces une relation inédite : maître-domestique. Un animal comme le cochon ou le poulet n'existe plus que pour satisfaire à ses besoins alimentaires.
Comme pour l'extinction des espèces, la domestication a largement débordé de la période historique où elle est née : aujourd'hui, cochons, vaches et poulets sont parqués dans des fermes d'élevage de plus en plus complexes et vivent dans des conditions épouvantables. Dans son développement, la société agricole est parvenue à se justifier grâce à l'émergence des religions théistes, comme l'hindouisme, le judaïsme et le christianisme.
Désormais, l'homme n'est plus un être parmi d'autres dans le cosmos : gagnant en dignité, il s'élève tout en haut de la hiérarchie du vivant pour dialoguer avec les divinités ou un Dieu unique. Un dialogue qui s'achève par le « deal agricole » d'après l'expression de l'auteur : « Selon cet accord, les forces cosmiques accordèrent aux humains la domination sur les autres animaux sous réserve qu'ils s'acquittent de certaines obligations envers les dieux, la nature et les animaux eux-mêmes. »

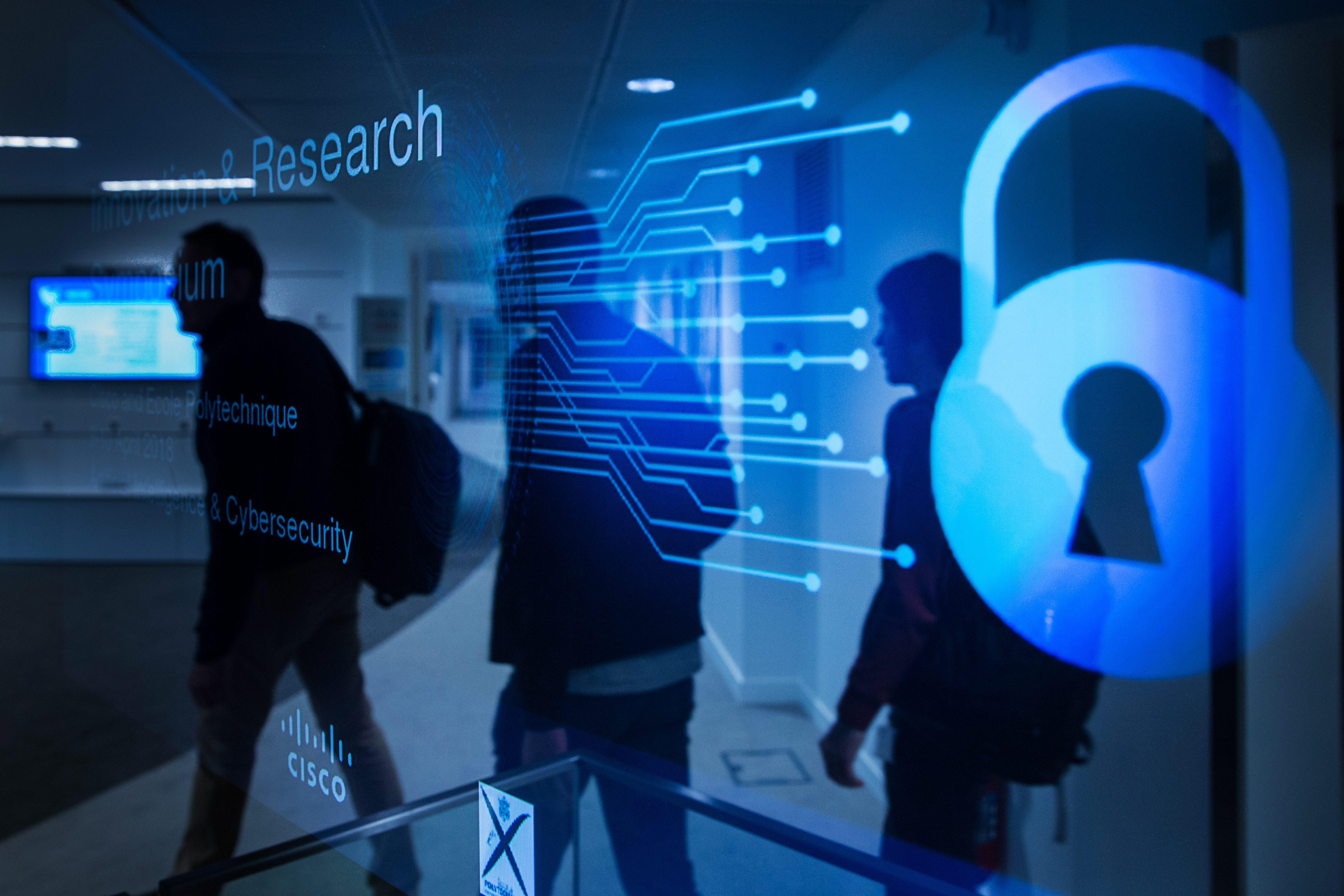
La recherche sur l'IA se développe.

Enfin, la révolution scientifique, inaugurée il y a cinq cents ans, marque la dernière étape. Grâce à la science moderne, fondée sur l'observation et les mathématiques, Sapiens commence à comprendre les lois qui régissent le monde et la nature. La cosmogonie cède la place à la cosmologie et les mythes religieux à la démonstration logique. Ce n'est plus la parole de Dieu qui raconte l'univers, mais les textes scientifiques. L'homme supplante les dieux.
En donnant une application à ses connaissances objectives, Sapiens se dote aussi d'outils techniques qui vont lancer la révolution industrielle et renforcer son pouvoir sur la planète. Auparavant, les anciens dieux exigeaient qu'on leur sacrifiât des animaux tout en imposant quelques exceptions (l'hindouisme sanctifie la vache, le judaïsme ordonne le repos pour les animaux les jours de shabbat) ; aujourd'hui, la plupart de ces restrictions ont été abolies et le monde animal est plus que jamais soumis à l'homme.
Alors que l'essor de l'intelligence artificielle fait craindre qu'une forme de vie inorganique, mais supérieurement intelligente, ne prenne le contrôle de la planète pour dominer jusqu'à la vie des Sapiens, certains commencent à s'interroger sur la façon dont nous traitons les animaux et sur la légitimité de notre place au sommet de la pyramide de la biodiversité : « Nous manifestons soudain un intérêt pour le sort des formes de vie inférieures, peut-être parce que nous sommes sur le point d'en devenir une. » (p. 115). 
- Chapitre 3 : l'étincelle humaine. Les humains ont créé des entités intersubjectives, comme les dieux, les nations, les entreprises; ce sont des fictions qui dominent les hommes et le monde.

Homo Sapiens est persuadé qu'il est supérieur aux autres animaux. Harari se demande sur quoi se fonde cette conviction.
Le monothéisme enseigne à l'homme qu'il est le seul être de la création à posséder une âme, par essence indivisible, immuable et éternelle. Mais depuis Darwin, la théorie de l'évolution nous a appris que toutes les entités de nature se composent d'éléments plus petits et sont soumis à un processus lent, mais continu, de changement. En contradiction avec nos connaissances scientifiques, l'existence de l'âme semble donc impossible.
Ce qui distinguerait Sapiens de ses cousins animaux serait-il alors la conscience ? Car l'existence de celle-ci, « flux permanent d'expériences subjectives », ne fait aucun doute depuis Descartes. Le résultat de tests sur des singes et des souris indique cependant qu'ils possèdent « les substrats neuroanatomiques, neurochimiques, neurophysiologiques des états conscients ».
Et à ceux qui affirment que les animaux ne possèdent pas une conscience de soi authentique, installée dans le passé, le présent et l'avenir, l'auteur donne quelques exemples suggérant le contraire : exposé au zoo, le singe Santino ramasse dès le matin, et avant l'ouverture, des pierres pour les lancer sur les visiteurs ; on avertit ensuite les visiteurs et on leur recommande de se tenir à distance : Santino cache alors les pierres sous des balles de paille ou derrière des arbres, près de la grille, de façon à endormir la méfiance des promeneurs ; quand ces derniers se rapprochent, il les bombarde de nouveau.

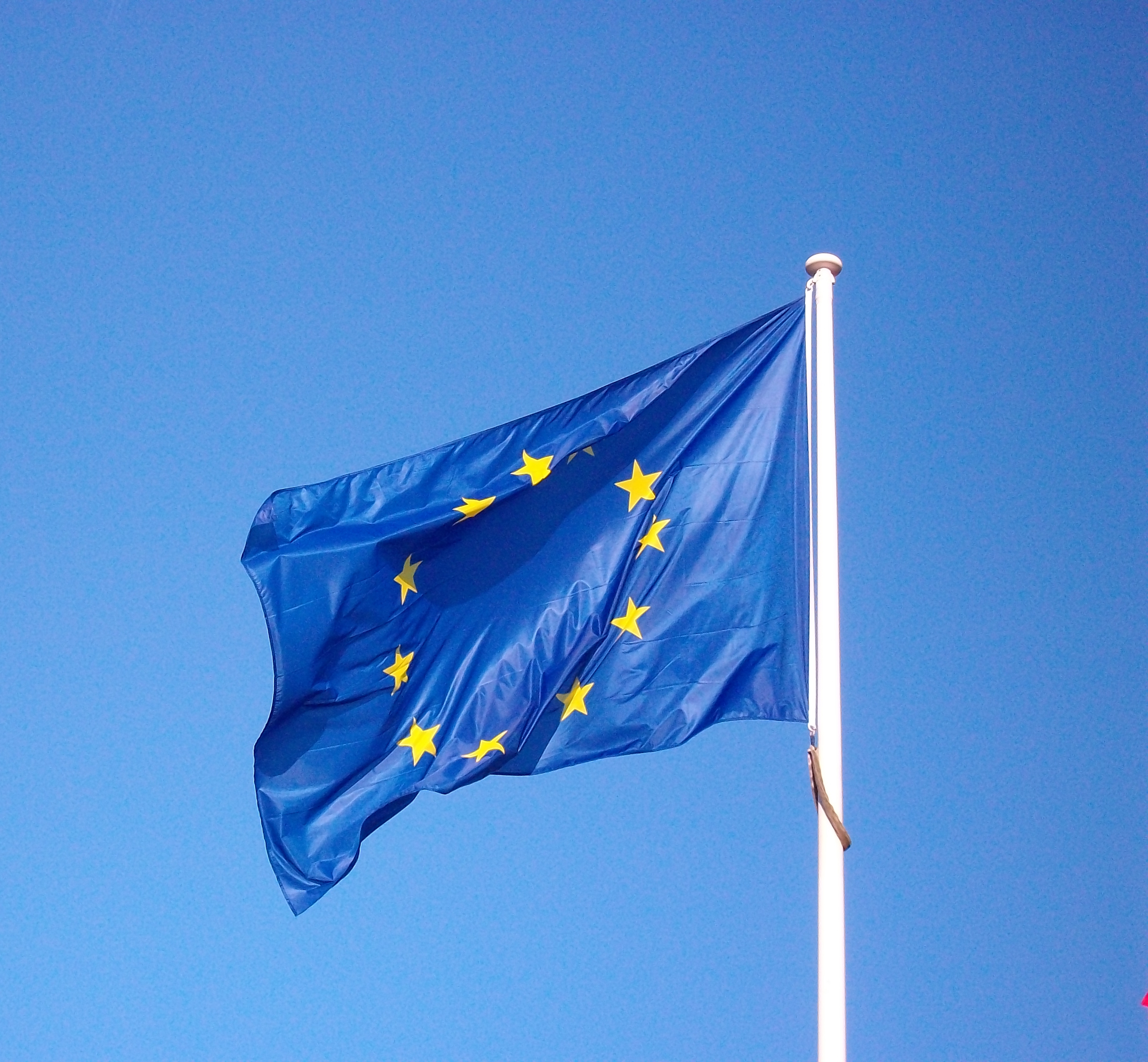
Le drapeau de l'Union européenne.

En fait, si Sapiens règne sans partage sur la planète, c'est grâce à son exceptionnelle intelligence sociale, c'est-à-dire sa capacité à coopérer avec ses semblables à une très large échelle. Les loups vivent en meutes, les éléphants en hordes et les singes en bandes, mais il ne s'agit que de petits groupes, facilement dénombrables, où tous les membres se connaissent. Sapiens peut collaborer avec des individus qu'il n'a jamais vus, grâce à l'invention d'entités intersubjectives, de croyances collectives (comme la foi en un dieu ou en sa nation) et qui rassemblent sous leurs bannières des millions de personnes : « Aucun autre animal ne peut se mesurer à nous :  faute d'avoir non pas une âme ou un esprit, mais l'imagination nécessaire. » (p. 170) Ou comme l'a dit David Runciman dans un article du Guardian sur l'essai de Harari : « Real power always resided with networks. Individual human beings are relatively powerless creatures, no match for lions or bears. It’s what they can do as groups that has enabled them to take over the planet. »

### Partie 2:Homo sapiensdonne sens au monde
- Chapitre 4 : les conteurs. Les fictions permettent aux hommes de coopérer entre eux, mais au XXIe siècle, avec les biotechnologies et l'informatique, les fictions peuvent devenir de plus en plus puissantes. Elle pourront modeler les corps et créer des mondes virtuels, contrôlant davantage l'existence des humains.

À partir de la révolution cognitive, Sapiens commence à fabriquer des récits, mais l'organisation de la société humaine par petites bandes de chasseurs-cueilleurs, sans réel contact les unes avec les autres et parfois rivales, limite la diffusion de ces histoires et croyances. Quand Sapiens fonde les premières villes, lors de la révolution agricole, de nouvelles histoires et croyances peuplent son imaginaire, mais cette fois, elles sont partagées par les milliers d'individus qui composent la cité. 

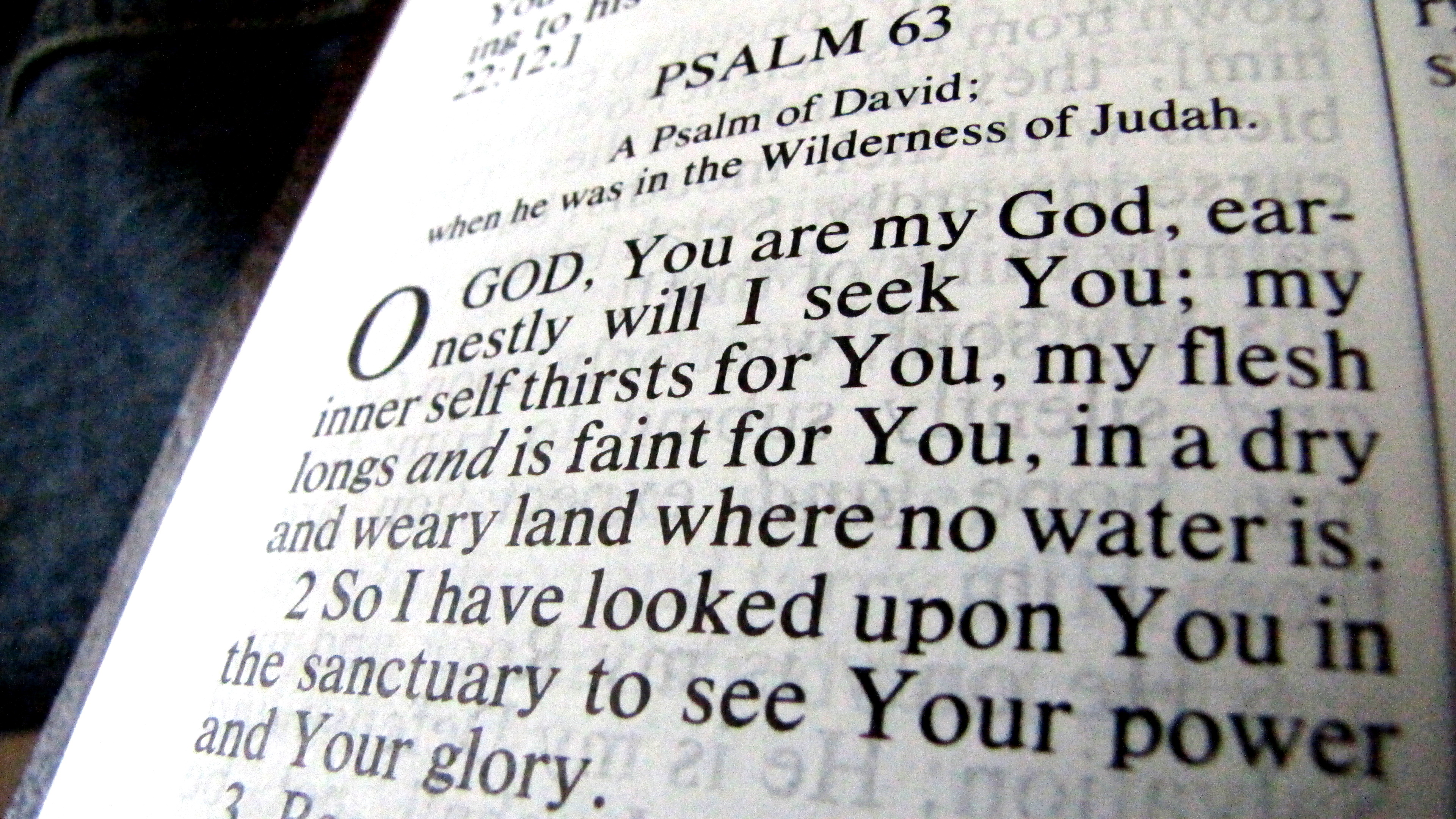
La Bible en version anglaise.

Au IVe millénaire avant notre ère, à Sumer, l'invention de l'argent — selon l'auteur, une autre fiction par laquelle on donne une valeur arbitraire à un morceau de fer ou de cuivre — permet une expansion exceptionnelle du commerce. L'invention de l'écriture, à la même époque et dans la même région, produit un effet identique et tout aussi inédit dans la propagation des faits culturels. Grâce à cette double innovation, les réseaux de coopération et d'échanges prennent de plus en plus d'ampleur, et les acteurs n'en sont plus seulement les cités, mais les royaumes et les empires.
Harari insiste sur le rôle primordial de l'écriture dans la capacité des Sapiens à coopérer et à se rassembler. La Bible et la constitution des États-Unis ont fixé des croyances religieuse et idéologique, auxquelles se réfèrent des dizaines de millions d'individus. Mais ces fictions dirigent aussi nos vies et nous poussent parfois à l'affrontement et à la destruction, comme l'ont montré les guerres de religions ou le conflit des nationalismes. Le XXIe siècle nous lance un redoutable défi avec l'essor des biotechnologies, dont les fictions feront bien plus que contrôler « notre existence minute par minute ». En somme, la faculté qui a permis à l'homme de dominer la planète pourrait se retourner contre lui.
- Chapitre 5 : le couple dépareillé. Les religions sont des fictions qui ont permis d'assurer le pouvoir sur les hommes en transformant des jugements éthiques en énoncés factuels, obscurcissant la connaissance. La science en recherchant la vérité recherche le pouvoir tandis que la religion façonne l'ordre social, et toutes deux ont fini par conclure un deal.

Qu'est-ce qu'une religion ? Dans une démarche apophatique, Harari commence par dire que la religion n'est pas la foi en des forces surnaturelles. Pour le croyant, les anges, les démons et les esprits existent dans la nature même s'ils sont invisibles. L'animiste pense : « Si vous mettez un esprit en colère, il entre dans votre corps et vous fait souffrir. Que pourrait-on imaginer de plus naturel ? » Et elle n'est pas non plus la croyance en un Dieu, car elle n'est pas une révélation offerte aux hommes par un être transcendant, mais leur œuvre propre, « un récit qui englobe tout, conférant une légitimité surhumaine aux lois, normes, et valeurs humaines », justifiant ainsi « les structures sociales et humaines en affirmant des lois surhumaines ».
Dans cette perspective, la religion n'est plus religieuse, ou du moins elle n'est plus uniquement cela. Peuvent ainsi lui être assimilées toutes les formes de doctrines ou d'idéologies qui prétendent expliquer le monde et le sens de l'existence humaine : pour le marxisme, la lutte des classes est inscrite dans les lois éternelles de l'histoire ; pour le nazisme, le monde s'appréhende à travers les lois de la sélection naturelle, elles aussi immuables, qui déterminent la lutte des races, en particulier celle opposant l'Aryen au Juif et dont dépend le destin de l'humanité entière.
Ces deux idéologies, mais aussi le libéralisme, le capitalisme ou l'humanisme, etc., sont donc des religions au même titre que les systèmes de croyance traditionnels. Qu'il s'agisse des Dix commandements ou des lois de l'histoire selon Marx, les hommes se soumettent à une législation qu'ils ont conçue et à laquelle ils donnent la force et l'autorité de la transcendance. Cette législation détermine un certain nombre de comportements, de devoirs, qui dévoilent la vraie nature de la religion : celle de façonner l'ordre social.

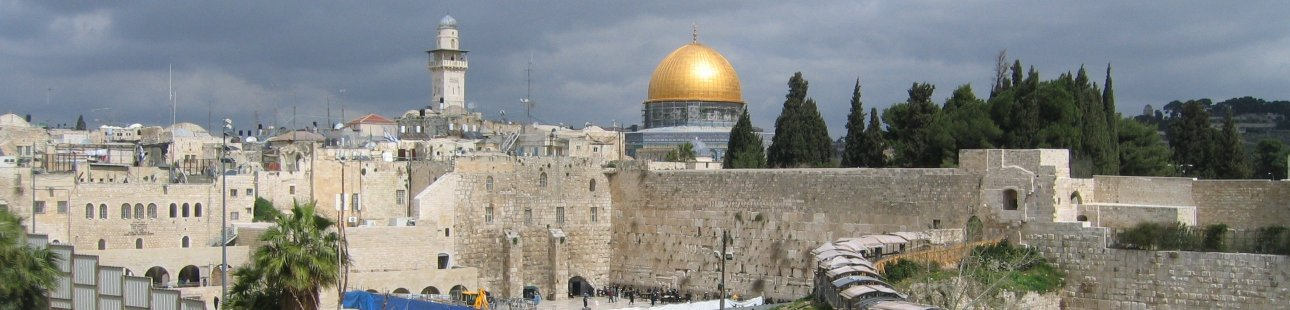
Le dôme du Rocher à Jérusalem.

Avec la révolution scientifique, on pourrait croire que la religion est entrée dans un déclin inéluctable. C'est en partie vrai pour les religions traditionnelles, dont certains dogmes n'ont pas résisté aux avancées de la science, mais c'est faux pour la religion comprise au sens plus large d'« idéologie ».
Dans ce couple « dépareillé », c'est encore la religion qui domine le débat. En 1992, la construction du barrage des Trois-Gorges en Chine a certes été rendue possible par les progrès fulgurants de la physique, mais in fine, c'est le pouvoir en place qui a décidé de sa construction, estimant qu'il valait mieux produire de l'électricité à très grande échelle que de préserver la faune et les sites archéologiques qui s'étendaient sur une surface de 600 km carrés. La science a alors été mise au service d'un choix politique, donc idéologique, et le choix inverse aurait pu l'emporter.
De même, la religion a tendance à sortir du domaine qui lui est propre, le jugement éthique, et sur lequel la science n'a rien à dire, pour investir le domaine de cette dernière, l'étude des faits, où elle n'a pourtant aucune compétence. Par exemple, sur l'avortement ou l'homosexualité, elle ne se contente pas d'émettre des jugements moraux — « les hommes doivent obéir à Dieu » — ; elle produit des énoncés factuels — « la vie commence dès la conception », « Dieu réprouve les relations entre personnes du même sexe » —, énoncés que seuls des biologistes et des médecins, d'une part, et des historiens de l'Antiquité, d'autre part, valideront ou non. Et de la combinaison du jugement avec l'énoncé factuel, elle formulera un ensemble de « directives pratiques », soit des prescriptions et des proscriptions.
D'où l'on voit que science et religion se retrouvent souvent face à face pour dialoguer ou polémiquer : « Elles sont donc de bons compagnons de route. » (p. 220) Dans l'histoire moderne, l'humanisme a embarqué les tubes à essais et les microscopes au service de son projet, de sa fiction.
- Chapitre 6. l'alliance moderne. La modernité est la conséquence de l'alliance entre la science et l'humanisme.

Dans les sociétés prémodernes, les hommes croyaient à une sorte de providence qui décidait de leur vie et leur imposait des épreuves auxquelles il était impossible d'échapper : la guerre, les épidémies et la famine. Avec un certain fatalisme, ils acceptaient leurs souffrances, mais celles-ci avaient un sens, connu du Créateur ou des dieux, et qui leur serait dévoilé dans l'au-delà.
Le monde moderne se situe à l'opposé de cette vision. Les trois calamités millénaires n'appartiennent pas encore aux livres d'histoire, mais les Temps modernes, grâce à des progrès scientifiques et économiques stupéfiants, ont permis d'en limiter les conséquences : une région du monde souffre-t-elle de la disette qu'une aide humanitaire internationale se met en place ; un nouveau virus fait-il son apparition que tous les laboratoires lancent des recherches pour un vaccin ; et s'il y a encore des guerres, elles sont désormais localisées et contenues par la médiation d'organismes internationaux. L'humanité n'ayant plus pour activités principales de lutter en permanence contre la faim, la peste et les conflits armés, d'autres objectifs peuvent désormais la mobiliser. La paix universelle n'est plus une chimère et grâce aux biotechnologies, nous espérons jouir un jour de la jeunesse éternelle et de l'amortalité.
En revanche, le bien-être matériel, la santé et la paix ont un coût : la perte du sens. Si la souffrance disparaît, alors il n'y a plus de rédemption. « La toute-puissance est là, presque à notre portée, mais sous nos pas s'ouvre l'abysse béant du néant complet. » (p. 224)
Jusqu'aux Temps modernes, l'économie stagnait parce que le crédit était quasi inexistant : on ne croyait pas à un avenir meilleur, du moins pas sur terre. Ce pessimisme s'explique par le spectacle de la nature, de l'écosystème et de la vie animale, soumis à une sorte de loi de l'équilibre, où « la plupart des combats pour la survie sont un jeu à somme nulle où l'on ne prospère qu'aux dépens d'autrui », sans que croisse la quantité des biens à consommer. Pendant des milliers d'années, jamais on ne crut possible d'augmenter les points de croissance.
Pour le monde moderne, au contraire, la croissance est plus qu'une possibilité : c'est un credo, partagé par tous les régimes politiques : des démocraties libérales à la Turquie islamiste en passant par la Chine communiste. Et l'article fondamental de la foi capitaliste. Car le capitalisme est une religion, qui comme les autres, prononce des « jugements éthiques », déclarant par exemple que les projets de tel conglomérat ou de telle start-up doivent primer la sauvegarde de l'environnement.

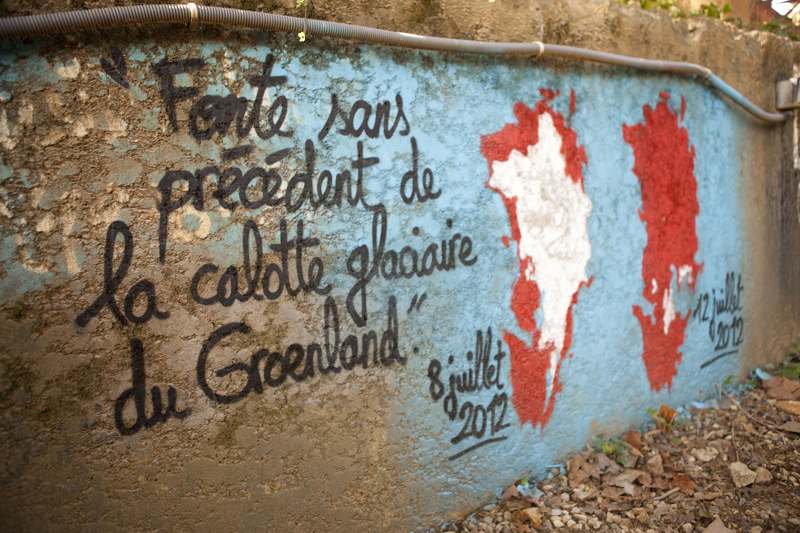
Les conséquences du réchauffement climatique.

L'économie capitaliste poursuit son développement et surmonte jusqu'ici toutes les épreuves qu'elle rencontre. Elle se nourrit d'abord des matières premières et d'énergie, mais quand celles-ci se raréfient, elle puise dans une ressource infinie : la connaissance. Le savoir, l'information et l'éducation sont exploités à l'échelle industrielle. C'est le capitalisme cognitif.
Mais, rappelle l'auteur, la croissance va devoir faire face à l'épreuve du feu : la catastrophe écologique. La dégradation spectaculaire de l'environnement et le réchauffement climatique nous posent un dilemme : « la croissance infinie dans un monde fini » nous conduirait à l'« Armageddon écologique », et donc au désastre économique et à l'impasse politique ; mais pour un Premier ministre, l'option de la décroissance, dont pâtiraient en premier les pauvres et la classe moyenne, serait un suicide électoral.
La politique verte est ainsi paralysée et, en attendant, la course à la consommation rassemble de plus en plus de participants, notamment en Chine, au Brésil et en Inde. Une course vide de sens, jusqu'à la mort, après laquelle il n'y a rien. La religion capitaliste, désespérante, n'a pourtant pas été abjurée, pas plus que les centres commerciaux n'ont été désertés. Pour combler ses manques, une autre idéologie séculière, mais pourvoyeuse de sens, est entrée en scène : l'humanisme.
- Chapitre 7 : la Révolution humaniste. L'humanisme est devenu la religion du XXe siècle, elle est scindée en trois grandes branches : l'humanisme libéral (ou libéralisme), l'humanisme socialiste et l'humanisme évolutionniste.

La foi en Dieu a reculé, mais sans que la destinée humaine bascule dans l'absurde. « L'antidote à une existence vide de sens et de lois nous a été fourni par l'humanisme, nouveau credo révolutionnaire qui a conquis le monde au cours des derniers siècles. » (p. 245) Avant cette révolution, le vrai, le bien et le beau étaient définis de toute éternité par un Dieu unique, et les prêtres, avec leurs livres saints, étaient les dépositaires de cette sagesse.
L'humanisme fait advenir la subjectivité. En éthique, le prêtre a cédé la place au thérapeute (« Si ça fait du bien, faites-le ») ; en politique, la monarchie de droit divin s'est effondrée, la démocratie libérale s'est imposée, et ce sont les électeurs qui décident, dans le secret de l'isoloir ; en esthétique, les vieux canons sont devenus caduques (« la beauté est dans l'œil du spectateur ») ; en économie, le temps est passé, où corporations et guildes imposaient leurs produits aux acheteurs, désormais le client est roi ; enfin, en éducation, l'autorité des maîtres a été renversée par le « pense par toi-même ».
L'humanisme est ainsi à la base d'un nouveau système de valeurs et de connaissances, qui donne le primat à l'expérience et la sensibilité personnelles.

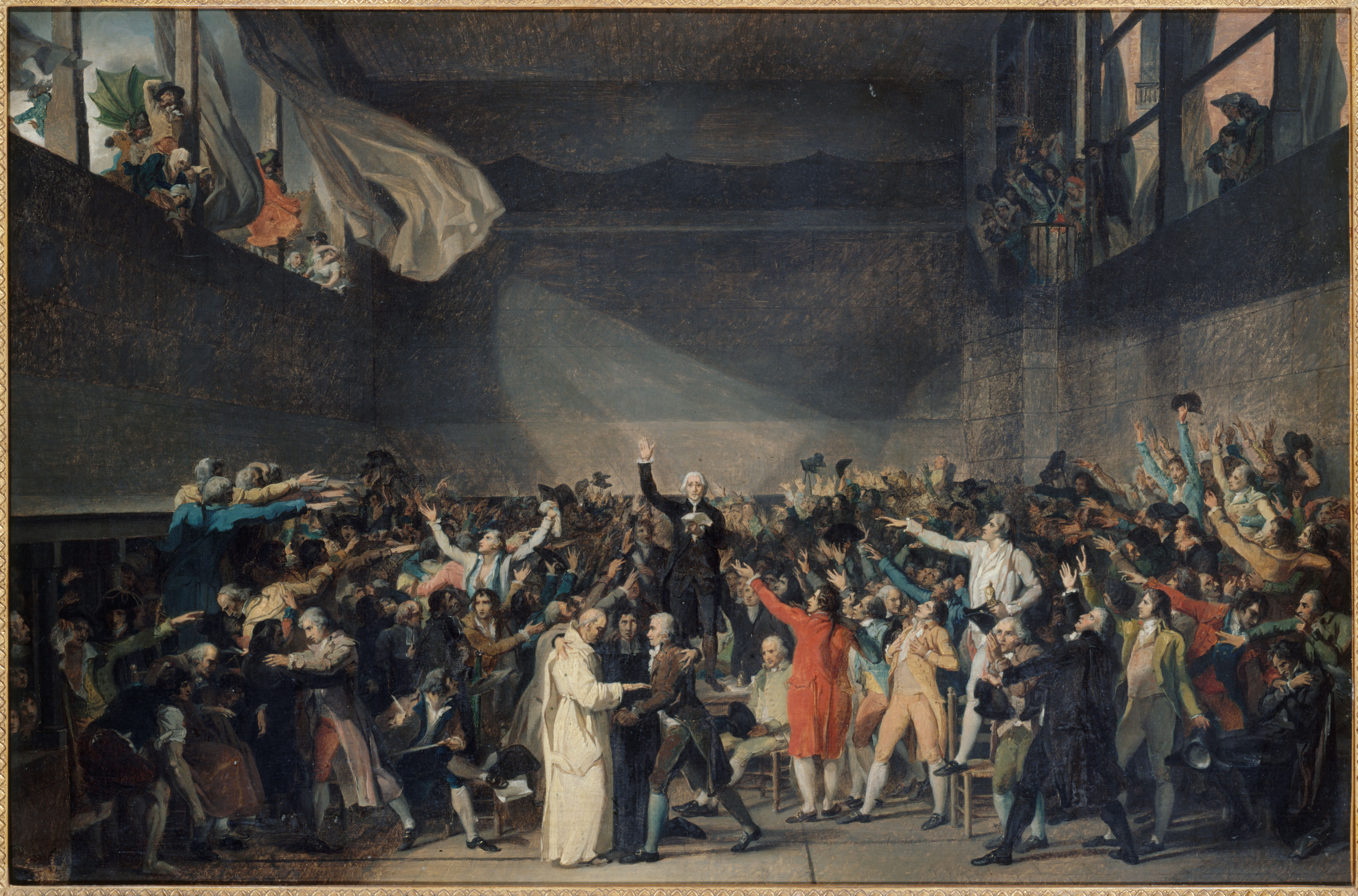
Jacques-Louis David - Serment du Jeu de paume, le 20 juin 1789.

Dans sa version primitive, l'humanisme a pris le nom de « libéralisme » : la liberté de l'individu est sacrée et il s'agit de permettre à chacun d'affirmer son identité. Sur le plan politique, le libéralisme, pendant le XIXe siècle, s'est associé au nationalisme, les différentes nations, par leur unicité, étant comparables aux différents individus, par définition uniques.
Mais, comme les autres religions, l'humanisme a aussi connu ses hérésies et ses schismes. Le socialisme en est le premier avatar. Comme le libéralisme, il proclame que le sens de l'existence ne nous est pas imposé d'en haut et que l'homme, au gré de ses expériences et de sa réflexion, en est la seule source. Mais il constate aussi qu'en privilégiant l'individu sur le groupe et la nation sur l'humanité, les libéraux mettent en péril la paix sociale et la paix universelle. Pour protéger la première, il faut des syndicats, qui parviendront à des accords entre le capital et le travail ; pour préserver la seconde, il faut une internationale des travailleurs, qui essaiera de s'opposer à la guerre entre les nations. Le socialisme ne cesse pas pour autant  d'être un humanisme par le simple fait qu'il favorise l'expression collective et que le militant doit suivre la ligne du parti : au contraire, l'expérience humaine — et avant tout celle, cruelle, des rapports de domination et d'exploitation —, est au cœur de cette idéologie.
L'évolutionnisme est la seconde variante de l'humanisme. À l'inverse du socialisme, il se réjouit des rivalités entre individus, races et nations : « L'humanisme évolutionniste soutient que l'expérience de la guerre est précieuse, et même essentielle », puisqu'elle pousse l'homme à se dépasser. Les plus forts l'emportent sur les plus faibles, et en se mesurant contre lui-même, Sapiens se fortifie pour accoucher d'un surhomme. Le nazisme est bien sûr la version la plus atroce de cette hérésie.
Comme les  chrétiens, déchirés entre catholiques et protestants, et les musulmans, entre sunnites et chiites, les humanistes se sont affrontés dans des guerres fratricides : c'est l'histoire du xxe siècle. Libéralisme, socialisme et fascisme se sont ainsi combattus pendant un siècle, les deux premiers s'étant momentanément alliés pour vaincre le troisième, avant de se mesurer l'un à l'autre jusqu'à la chute du Mur, en 1989, qui a vu la victoire de la démocratie libérale et même laissé espérer « la fin de l'histoire ». Aujourd'hui, le libéralisme triomphe, sans aucun rival à sa hauteur : la Chine domine, mais ne cherche pas à exporter le communisme, auquel elle a en fait renoncé, ni le confucianisme, auquel elle n'est de toute façon pas sincèrement retournée.
Pour l'auteur, l'islamisme n'est pas non plus une menace vitale, en dépit du terrorisme : c'est que l'avenir d'une religion ou d'une idéologie est intimement lié au progrès technique et au regard qu'elles posent sur celui-ci. Notre siècle voit le développement fulgurant des bio- et nanotechnologies, et de l' intelligence artificielle, porteur de promesses, mais aussi de dangers. Or un érudit musulman, qui se voue à l'étude du Coran et des hadiths, ne peut fournir de réponse viable à ce défi : « Les fondamentalistes islamiques peuvent bien répéter tel un mantra que l'islam est la réponse, les religions qui perdent le contact avec les réalités technologiques de leur temps se privent de la capacité de comprendre les questions qui se posent ».

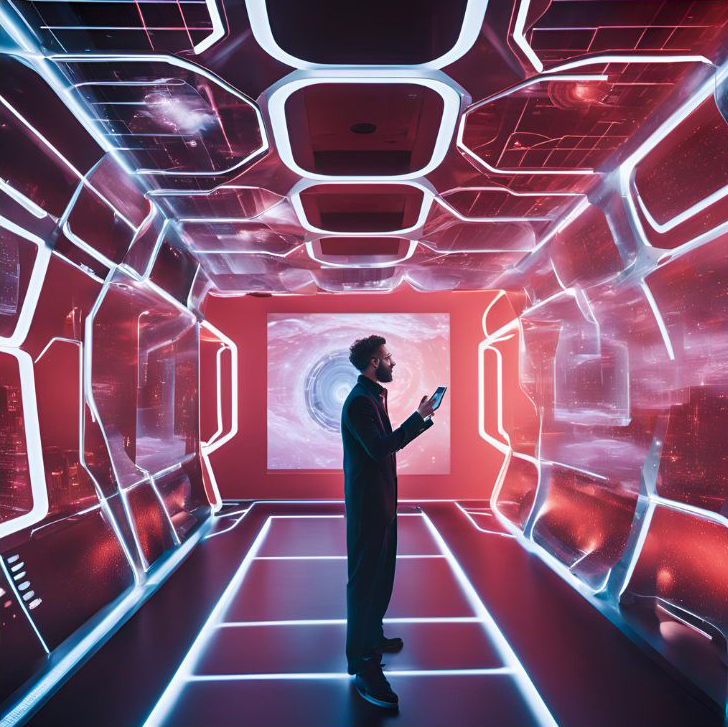
L'homme face aux nouvelles technologies

C'est pour cette raison, explique Harari, qu'aucun pape ni théologien du xixe siècle n'a eu autant d'influence que Marx ou Engels. Contemporains de la révolution industrielle, les deux philosophes allemands s'intéressèrent aux nouvelles énergies, le charbon et l'électricité, qui bouleversaient l'économie et les rapports sociaux, « et formulèrent des réponses pertinentes aux nouveaux problèmes de la société industrielle, ainsi que des idées originales sur les moyens de profiter de perspectives inédites » : ce fut le marxisme, « la première techno-religion de l'histoire », qui fondait le salut sur l'économie et la technique. En revanche, aucune solution pratique ne vint jamais d'un spécialiste des études néo-testamentaires.
Aujourd'hui, les trois monothéismes et le socialisme comptent certes encore un grand nombre d'adeptes et de partisans, mais n'ayant pas procédé à leur aggiornamento, ils n'ont rien à nous dire sur les nouvelles technologies et la façon de les utiliser, si ce n'est parfois pour les dénoncer. Le libéralisme, lui, prospère : souhaitant apporter à l'homme l'immortalité et le bonheur, il s'appuie sur les avancées de la science. L'avenir, semble-t-il, lui appartient.

### Partie 3:Homo sapiensperd le contrôle
- Chapitre 8 : la bombe à retardement au laboratoire. Les neurosciences du XXIe siècle indiquent que les décisions humaines, le libre arbitre, sont le résultat de processus électro-chimiques du cerveau. Les chercheurs arrivent à la conclusion qu'il n'y a pas d'individus libres. Ils établissent aussi que le moi n'existe pas et que l'individu contient en lui plusieurs entités distinctes qui entrent souvent en conflit.

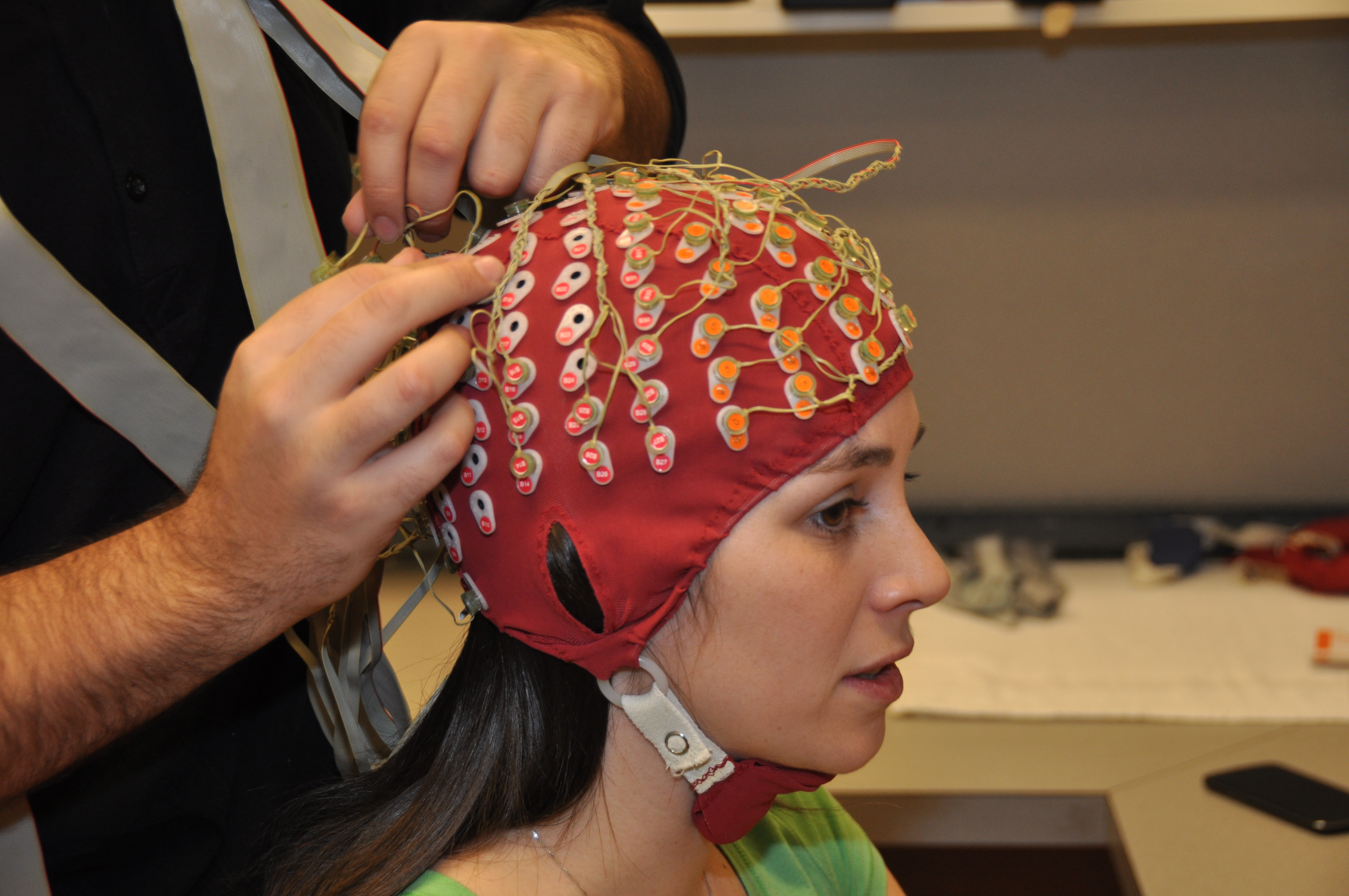
Un bonnet à électrodes.

Le libéralisme n'est pas fondamentalement différent des religions classiques : il prononce des jugements éthiques — « il faut respecter les droits sacrés de l'individu » —, mais aussi des énoncés factuels qui sont très contestables — « l'être humain jouit du libre arbitre ». Nos connaissances sur le cerveau invalident en effet ce dernier énoncé : dans nos processus de décisions, c'est la biochimie du cerveau qui est le maître d'œuvre, soit de façon déterministe, tel stimulus extérieur entraînant automatiquement telle réponse neuronale, soit de façon aléatoire, comme avec « la décomposition spontanée d'un atome radioactif » : « Déterminisme et aléatoire se sont partagé la totalité du gâteau, sans laisser ne serait-ce qu'une miette à la liberté », et l'analyse de leur activité neuronale par des scanners cérébraux a montré qu'il est possible de deviner ce que ces sujets vont décider dans le panel d'options qui leur a été proposé, et de le deviner avant même que ce choix n'émerge dans leur conscience.
Ce que les neurosciences ont ainsi établi, c'est que si je peux bien sûr agir en fonction de mes envies, je ne peux choisir mes désirs : « Je ne fais que les sentir, et agir en conséquence ». (p. 312) Le désir, qui est premier, s'impose toujours à moi.
On peut non seulement analyser les déplacements de l'énergie électrique dans le cerveau, mais il est maintenant possible de manipuler cette énergie, même si cela est encore réservé à des domaines très circonscrits : la santé ou la défense nationale. Ainsi, une piste nouvelle pour soigner la dépression est l'implantation dans les zones cérébrales liées à la maladie de puces électroniques reliées à un micro-ordinateur externe, qui transmettra l'ordre de déclencher de salvatrices décharges. Dans un camp militaire de l'Ohio, les soldats sont dotés de « stimulateurs transcrâniens à courant direct » qui les aident à maintenir leur concentration au-delà de leurs limites habituelles. Ces appareils sont encore relativement rudimentaires, mais Harari pose une redoutable question : « Si la technologie mûrit, quelle incidence cela aura-t-il sur les sociétés et les êtres humains ? » 
Les avancées scientifiques sapent aussi la croyance en l'individu, qui est la base de l'humanisme libéral : « Le moi unique et authentique est aussi réel que l'âme éternelle, le père Noël ou le lapin de Pâques ». (p. 317) Comme cela a été démontré dans de multiples expériences, cerveau droit et cerveau gauche donnent parfois des réponses différentes à des questions identiques. Comme cela a aussi été établi en laboratoires, l'hémisphère gauche, qui contrôle la parole, peut être assimilé à une sorte de narrateur, de conteur très imaginatif, qui par la magie du verbe, réécrit ou interprète librement les expériences vécues par le sujet, jusqu'à transformer en souvenir agréable un moment particulièrement pénible, comme dans le test de l'eau froide de Daniel Kahneman.
Conclusion de Harari : « je » ne cesse de se raconter des histoires sur lui-même, et peu importe que celles-ci ne soient qu'une suite « de mensonges et de lacunes ». Mais, au bout du compte, le soi-disant moi unique est une fiction, au même titre que les dieux et les nations. 
- Chapitre 9 : le grand découplage. Au cours du XXIe siècle, la machine va devenir plus performante que l'homme et va se substituer radicalement aux humains. Les seuls métiers qui vont rester sont ceux où le remplacement de l'homme par une machine n'est pas rentable. Se pose alors la question de l'avenir de ces humains devenus inutiles, face à une élite aux pouvoirs améliorés.

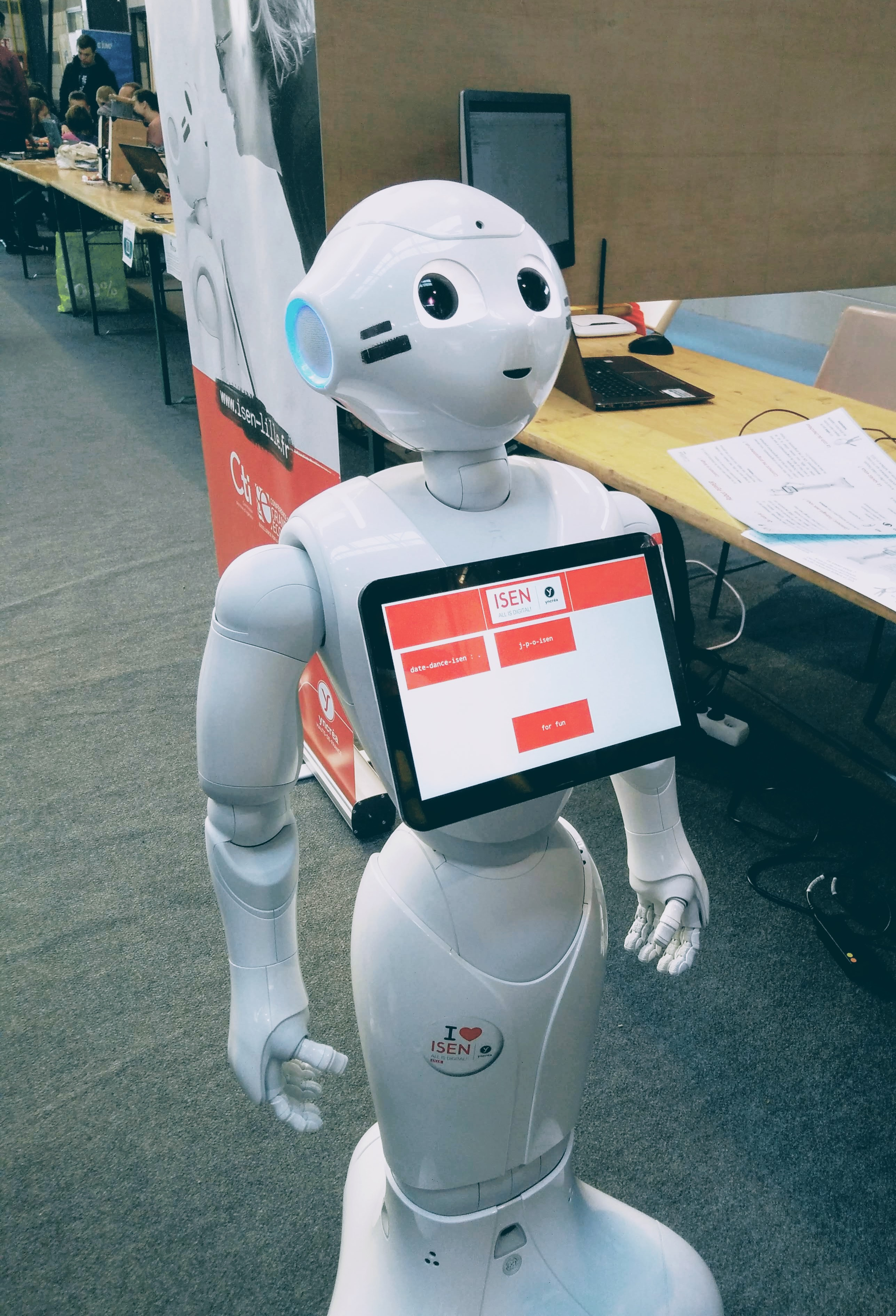
Un robot humanoïde.

Militairement, l'utilité des hommes va décroissant. Après les guerres de masse, nous sommes entrés dans l'ère des guerres high-tech, où les drones et les algorithmes deviennent les nouvelles armes, manipulées par des soldats d'un nouveau genre : des informaticiens à la formation pointue, des geeks qui mettront leur agilité logique au service de piratages cybernétiques à grande échelle destinés à paralyser l'économie du pays ennemi.
Il y a de bonnes raisons de penser que la caducité des hommes fragilisera la démocratie et le libéralisme dans son ensemble : l'histoire montre un lien entre la levée en masse, la conscription universelle, qui date de la Révolution, et l'octroi des droits civiques. En effet, un soldat se bat avec une ardeur et une bravoure plus grandes pour l'égalité que pour son roi : « Accorder des droits politiques au peuple accroît sa motivation et son esprit d'initiative, ce qui est utile tant sur le champ de bataille qu'à l'usine. » (p. 336) Dès lors que robots et ordinateurs suppléent les hommes, relégués au rang de simples spectateurs, comment le maintien de leurs droits trouvera-t-il une justification ? 
Économiquement, le développement des nouvelles technologies va supprimer des dizaines de millions d'emplois. Pour la première fois dans l'histoire de l'humanité, l'intelligence n'est plus liée à la qualité d'être conscient : « Robots et ordinateurs rattrapent leur retard et pourraient bientôt surpasser les hommes dans la plupart des tâches. » (p. 339) Les caissières de supermarché, les chauffeurs de taxi, les agents de voyages, mais aussi les négociateurs en bourse, les professeurs et jusqu'aux médecins vont être mis en concurrence avec les programmes les plus sophistiqués : Google a lancé en 2015 ses premières voitures autonomes et, dans le domaine de la santé, l'intelligence artificielle diagnostique les maladies avec beaucoup plus d'acuité que les spécialistes.
Or, historiquement, la victoire du libéralisme a plus tenu à la force de ses arguments économiques qu'à celle de sa morale : l'État de droit l'a emporté non en vertu de la révélation des droits de l'homme, mais parce qu'il était la condition de la prospérité. La même question revient alors : comment des individus devenus inutiles pourront-ils justifier leurs droits ?     
Comment la démocratie pourra-t-elle alors demeurer légitime ? Que faire aussi des millions de personnes, réduites au chômage et surtout sans espoir d'être réembauchées ? Et comment espérer la stabilité de l'ordre social, menacé par les énormes écarts de richesse entre des humains obsolètes et « la minuscule élite qui possède les algorithmes tout-puissants » ? Avec l'intelligence artificielle, c'est tout l'édifice de l'humanisme libéral qui risque de s'effondrer.

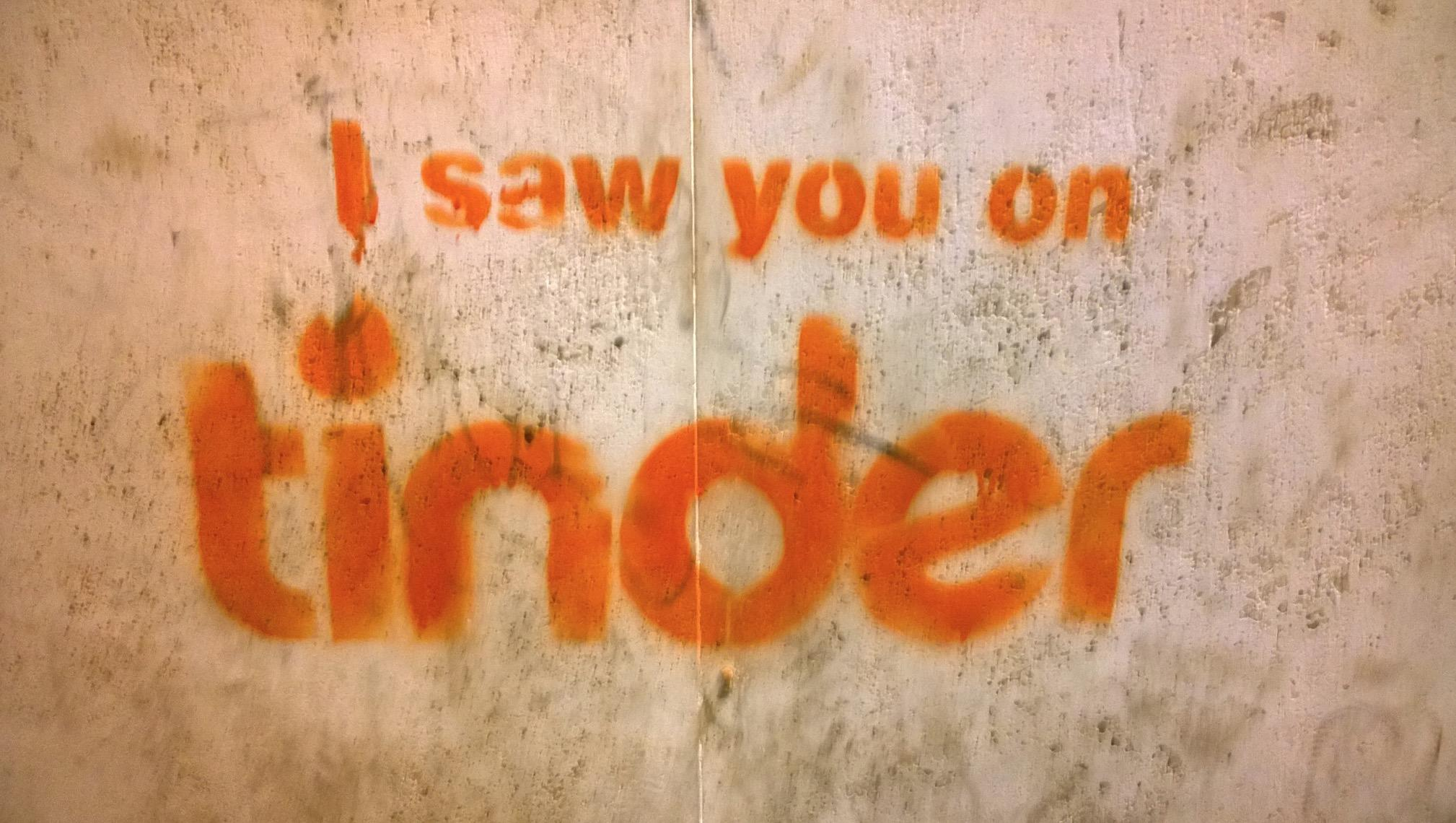
Les applications collectent des informations sur les individus.

Un des autres fondements du libéralisme est aussi gravement menacé par les algorithmes : la liberté. Le système accorde à chacun le droit de faire ses propres choix, à partir de ses expériences et de sa sensibilité personnelles. Or, les programmes informatiques commencent à nous connaître bien mieux que nous-mêmes : c'est le cas dans le domaine de la santé où des applications sur smartphone analysent toutes vos données biométriques et vous indiquent comment améliorer votre alimentation et votre sommeil et si votre activité physique est suffisante.
Il est logique de penser que de nouveaux programmes, encore plus pointus dans le traitement des phénomènes biochimiques du cerveau et du corps, finiront bientôt par vous contrôler, en empiétant sur les domaines où règne encore la subjectivité, votre « petite voix intérieure », comme la vie sentimentale, la carrière professionnelle et vos opinions politiques : « Le système privera ainsi les individus de leur autorité et de leur liberté. »          
Un dernier danger est l'avènement d'une élite d'hommes augmentés, c'est-à-dire ayant intégré dans leur corps les dernières nanotechnologies et capables de performances cognitives ou physiques hors normes. Dès lors que l'humanité sera divisée entre une masse d'Homo Sapiens classiques, qui n'auront pas les moyens financiers d'offrir à leur cerveau la nouvelle puce mémoire, et une superclasse d'Homo Deus, le libéralisme, qui croit en l'égalité intrinsèque de tous les hommes, disparaîtra. Car il est très probable que cette élite se désintéressera du sort de ces Sapiens, devenus inutiles à la croissance économique et au succès des guerres. Harari laisse poindre un profond pessimisme sur ce que pourrait nous réserver le xxie siècle : « la création d'une nouvelle caste de surhommes, qui laissant de côté ses racines libérales, ne traitera pas mieux les hommes ordinaires que les Européens du xxie siècle ne traitaient les Africains ». David Runciman résume ainsi cet ultime danger : « It’s a grim prospect: a small priestly caste of seers with access to the ultimate source of knowledge, and the rest of humanity simply tools in their vast schemes. The future could be a digitally supercharged version of the distant past: ancient Egypt multiplied by the power of Facebook. »
- Chapitre 10 : l'océan de la conscience. Le techno-humanisme donne à Sapiens des compétences inédites.

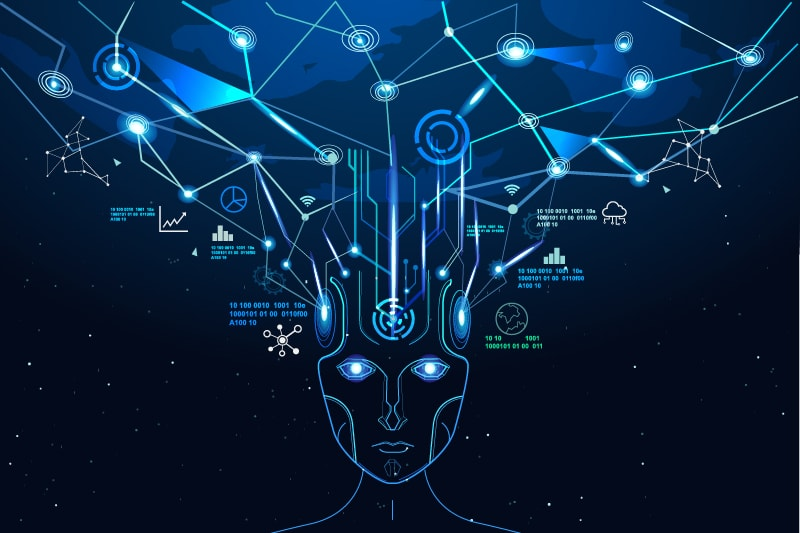
Homo Deus : l'homme augmenté.

Les découvertes en génétique, qui ouvriront la voie à une amélioration du phénotype, et l'enrichissement des interactions homme-ordinateur, aboutiront à Homo Deus : elles sont les prémices d'une nouvelle religion nouvelle, le techno-humanisme, ultime avatar de l'humanisme et variante de l'humanisme évolutionniste.
Mais la mutation de Sapiens en surhomme signifiera à la fois la fin de Sapiens et celle de l'humanisme. Il s'agira moins d'une révolution anthropologique que d'une seconde révolution cognitive : Homo Deus sera encore plus différent de Sapiens que Sapiens de Néandertal.
Pour Harari, cette fuite en avant s'inscrit aussi dans la rivalité entre l'homme et l'intelligence artificielle. Pour ne pas être distancé par les algorithmes qu'il a lui-même élaborés, Sapiens n'a pas d'autre choix de travailler à l'amélioration de son cerveau pour explorer des états mentaux inconnus et accomplir de nouvelles tâches cognitives : « De même que Christophe Colomb et Magellan firent voile au-delà de l'horizon pour explorer des îles nouvelles et des continents inconnus, nous embarquerons peut-être un jour pour les antipodes de l'esprit. » (p. 393)
Ce faisant, Homo Deus ne sera pas tout à fait une addition de type « Homo Sapiens + IA ». En se focalisant sur certaines activités de l'intelligence — le traitement des données, le raisonnement logique, dans lesquelles il sera un expert — il négligera peu à peu les opérations mentales typiques du Sapiens libéral : douter, rêver, ressentir, éprouver de l'empathie, etc. Il se déshumanisera à proportion qu'il se perfectionnera.
Les progrès de la science, la connaissance toujours plus approfondie des mécanismes biochimiques à l'œuvre dans le cerveau, pourraient aussi à terme nous offrir la possibilité de modifier nos désirs et nos goûts. L'auteur annonce que le techno-humanisme débouchera alors dans une impasse : les désirs, les goûts de chacun, en un mot, l'idiosyncrasie, ont été sacralisés par l'humanisme, mais si un comprimé nouvelle génération ou un plug-in intégré à la matière cérébrale peuvent bouleverser du tout au tout notre personnalité, alors Sapiens ne sera plus qu'« un produit manufacturé parmi d'autres ».
- Chapitre 11 : la religion des data. Le titre de ce chapitre fait référence à une philosophie émergente connue sous le nom de dataïsme, qui considère le monde comme un flux de données. La puissance des systèmes de gestion de données et la multiplication des capteurs d'acquisition de données, font que les systèmes informatiques ont des performances meilleures que celle des humains. Des systèmes algorithmes non conscients mais hautement intelligents savent mieux que vous ce qui est bien pour vous. Cette gestion des données pourrait être le système qui mette l'Homme sur la touche[17].

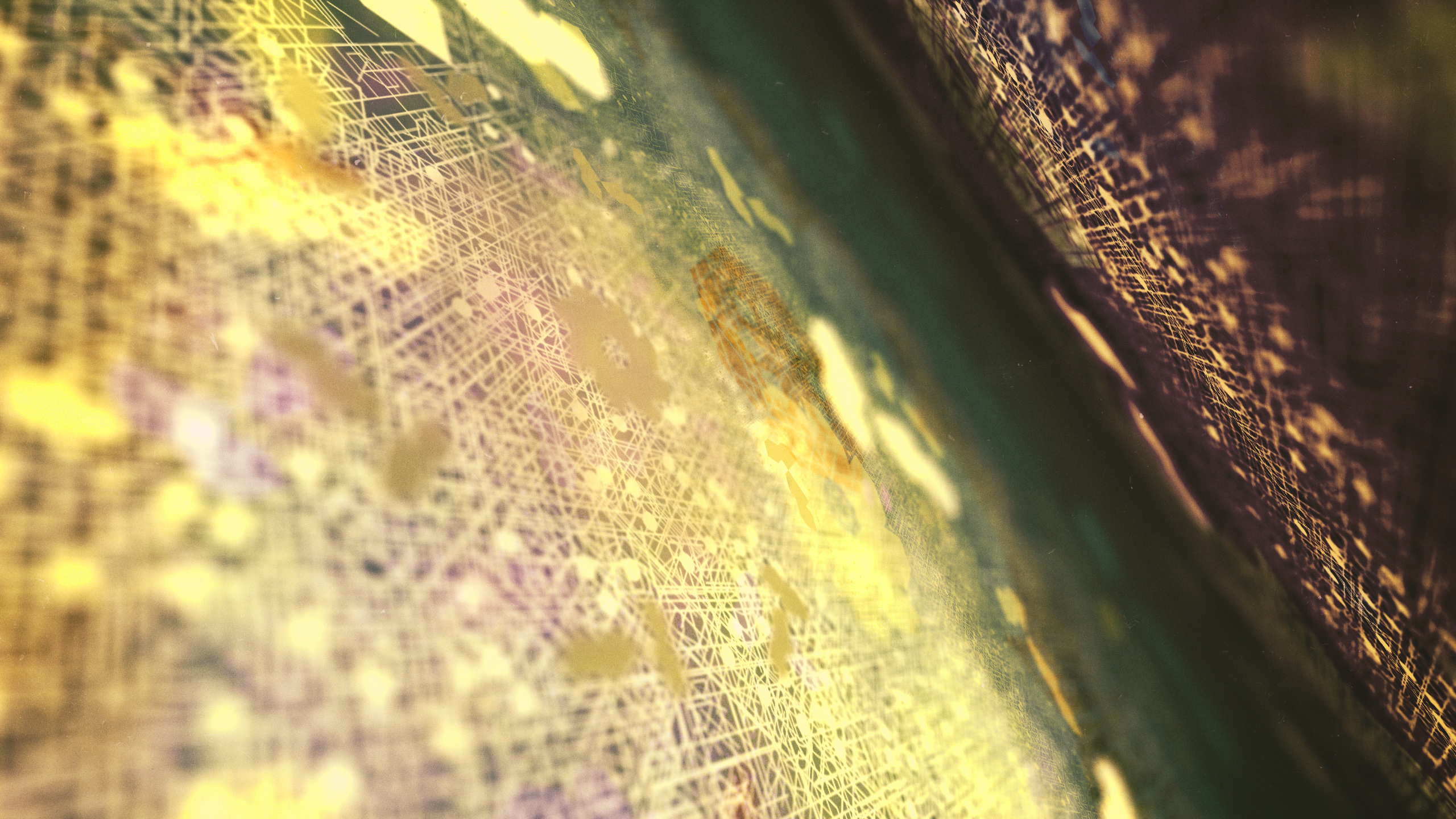
Le monde comme flux de données.

Pour cette religion, née de la rencontre de la théorie de l'évolution et de l'informatique, l'univers est un flux de données (en l'occurrence de données algorithmiques biochimiques pour le vivant) et le rôle de l'humanité est de traiter ces données, de les classer et de les comparer pour produire d'autres données, l'ensemble étant destiné à figurer dans un seul et unique réseau : l'Internet-de-tous-les-objets. Et le destin des hommes est de se fondre en lui en lui communiquant toutes leurs informations personnelles : « Cette mission accomplie, Homo Sapiens disparaîtra. ». Dans son digest, Nadège Castel Fillion écrit : « Les hommes ne seront plus qu'une ondulation dans le flux de données. » Cette version d'Internet sera comme un dieu omniscient, qui « sera partout et contrôlera tout ».

## Réception
Homo Deus a fait l'objet de nombreuses recensions dans la presse. Luc Ferry, au Figaro, dans une chronique titrée « Harari ou l'avenir pour les nuls », s'est montré très critique, reprochant à l'auteur de céder à la mode des ouvrages « apocalyptiques ». Roger Pol-Droit, pour Les Échos, reconnaît à l'auteur la qualité de sa narration, mais se montre plus réservé sur la rigueur de son raisonnement, notamment pour ses propos sur le libre arbitre et la conscience individuelle. Dans Le Point, Jean-Gabriel Ganascia a salué une « fresque magistrale », tout en remettant en cause la puissance qu'attribue Harari aux nouvelles technologies. L'historien israélien a aussi accordé des interviews dans des émissions, sur France Culture ou France 5.